# Craspedosis gyroleuca
Craspedosis gyroleuca är en fjärilsart som beskrevs av Louis Beethoven Prout 1925. Craspedosis gyroleuca ingår i släktet Craspedosis och familjen mätare. Inga underarter finns listade i Catalogue of Life.